# Мікшова (Битча)
Мікшова — (словац. Mikšová), село (обец) в складі Окресу Битча розташоване в Жилінському краї Словаччини.  Адміністративно Мікшова приналежна до обеца Битча.

## Загальні дані
Обец Мікшова розташований в Битчанській котловині — орієнтовне розташування — супутникові знимки. Обец розтягнувся вздовж Гріцовського каналу та неподалік від Вагу. Недалеко від Мікшова (1 км) пролягає загальноєвропейського значення автомагістраль Е50 та Е75, а також село знаходиться за 4 кілометри від центру однойменного окресу — містечка Битча.